# Stranded (álbum)
Stranded es el tercer álbum de estudio de la banda de rock inglesa Roxy Music, publicado en noviembre de 1973. Alcanzó la posición n.º 1 en la lista de éxitos UK Albums Chart. La imagen de portada muestra a la en ese entonces novia de Bryan Ferry, Marilyn Cole.

## Lista de canciones

### Lado Uno
1. "Street Life" - 3:29
2. "Just Like You" - 3:36
3. "Amazona" - 4:16
4. "Psalm" - 8:04

### Lado Dos
1. "Serenade" - 2:59
2. "A Song for Europe" - 5:46
3. "Mother of Pearl" - 6:52
4. "Sunset" - 6:04

## Créditos
- Bryan Ferry – voz, piano, armónica
- John Gustafson – bajo
- Eddie Jobson – teclados
- Andy Mackay – oboe, saxofón
- Phil Manzanera – guitarra
- Paul Thompson – batería